# John Ciardi
John Anthony Ciardi (Boston, 24 giugno 1916 – Metuchen, 30 marzo 1986) è stato un poeta, traduttore ed etimologo statunitense.

## Biografia
Nato nel North End, la Little Italy di Boston, da genitori italiani, originari di Manocalzati in provincia di Avellino. Cresciuto nella vicina Medford, frequentò il Bates College, la Tufts University e l'Università del Michigan dove si laureò nel 1939. Dopo aver servito nell'aviazione militare per tre anni durante la seconda guerra mondiale iniziò ad insegnare all'Università di Kansas City per poi insegnare ad Harvard ed infine all'università Rutgers.
Nel 1961 lasciò l'insegnamento per dedicarsi a tempo pieno alla scrittura.
Ciardi è stato reso famoso dalla sua poesia per gli adulti e per i bambini e dalla sua traduzione delle più grandi opere letterarie di Dante Alighieri. Iniziò a scrivere poesie per i propri bambini in modo da abituarli alla lettura. In seguito questi componimenti divennero molto popolari. Ciardi ha scritto più di quaranta volumi di poesia.
Collaborò con Isaac Asimov alla compilazione di una raccolta di limericks.
Come etimologo John Ciardi è conosciuto per il Dizionario Browser in tre volumi e per le trasmissioni radiofoniche alla National Public Radio.
Il poeta è morto a Metuchen nel New Jersey la domenica di Pasqua del 1986.

## Pubblicazioni
- A Browser's Dictionary
- A Second Browser's Dictionary
- A Third Browser's Dictionary
- The Collected Poems of John Ciardi, (pubblicato postumo).
- Good Words to You: An All-New Dictionary and Native's Guide to the Unknown American Language
- How Does a Poem Mean?
- Traduzione  dell’Inferno dalla Divina Commedia di Dante Alighieri
- Limericks (in collaborazione con Isaac Asimov)
- Man Who Sang the Sillies
- You Read to Me, I'll Read to You, (illustrato da Edward Gorey)